# Бела Виста (Арканзас)
Бела Виста (енгл. Bella Vista) град је у америчкој савезној држави Арканзас.

## Демографија
По попису из 2010. године број становника је 26.461, што је 9.879 (59,6%) становника више него 2000. године.
| Група             | 2000.          | 2010.          |
| Белци             | 16.109 (97,1%) | 24.881 (94,0%) |
| Афроамериканци    | 30 (0,2%)      | 174 (0,7%)     |
| Азијати           | 45 (0,3%)      | 124 (0,5%)     |
| Хиспаноамериканци | 168 (1,0%)     | 688 (2,6%)     |
| Укупно            | 16.582         | 26.461         |